# 鳥坂峠
鳥坂峠（とさかとうげ）は、愛媛県大洲市と西予市の市境にある峠。標高470m。

## 概要
遍路道となっている。また、河野氏・毛利氏や宇都宮氏など多くの戦国武将が対峙した鳥坂合戦（1567年、鳥坂峠合戦とも）の舞台となった。

## 国道
国道56号の峠。古くから交通の難所であったが、峠の直下を鳥坂隧道（1970年開通）で抜ける改修が行われた結果、南予地方の動脈として機能している。
急峻な地形に作られた道路であり、ヘアピンカーブの連続した坂道が続くことなどから、ローリング族が出没する。また、冬季には積雪や凍結がみられる。

## 高速道路
松山自動車道は多少ルートが異なるものの、鳥坂トンネルで峠を越えている。
国道と同様、冬季には積雪や凍結がみられる。冬季にはNEXCO西日本の職員がタイヤの確認を行っていることがある。

## 位置情報
- 北緯33度26分59.5秒 東経132度31分27.5秒 / 北緯33.449861度 東経132.524306度
- 西予市宇和町久保 - 地理院地図
- 西予市宇和町久保 - Google マップ

## その他
国道11号の香川県善通寺市と三豊市との市境に同じ表記の峠（とっさかとうげ、標高68m）がある。